# Fortăreața Kastel

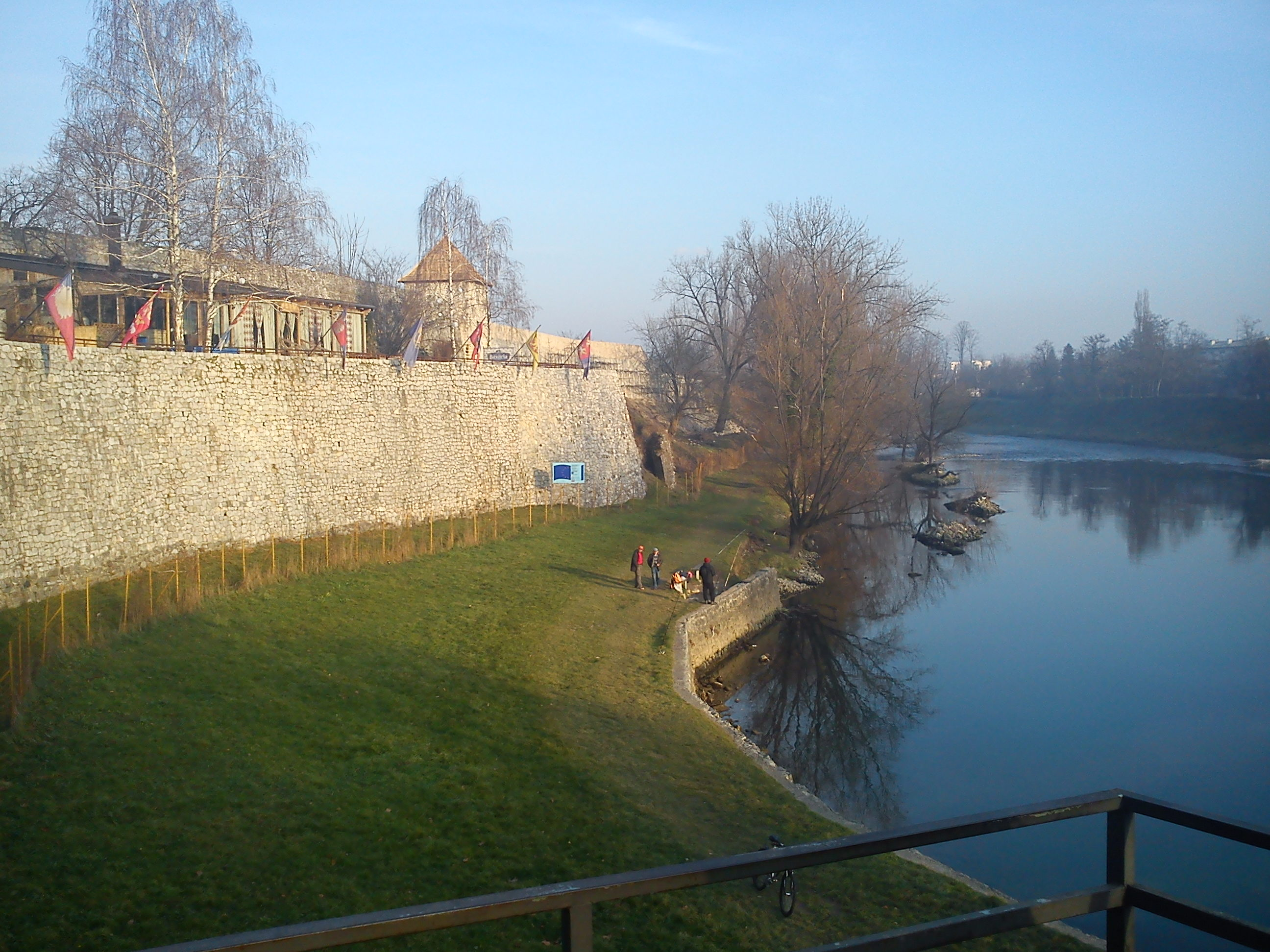
Fortăreața Kastel şi râul Vrbas

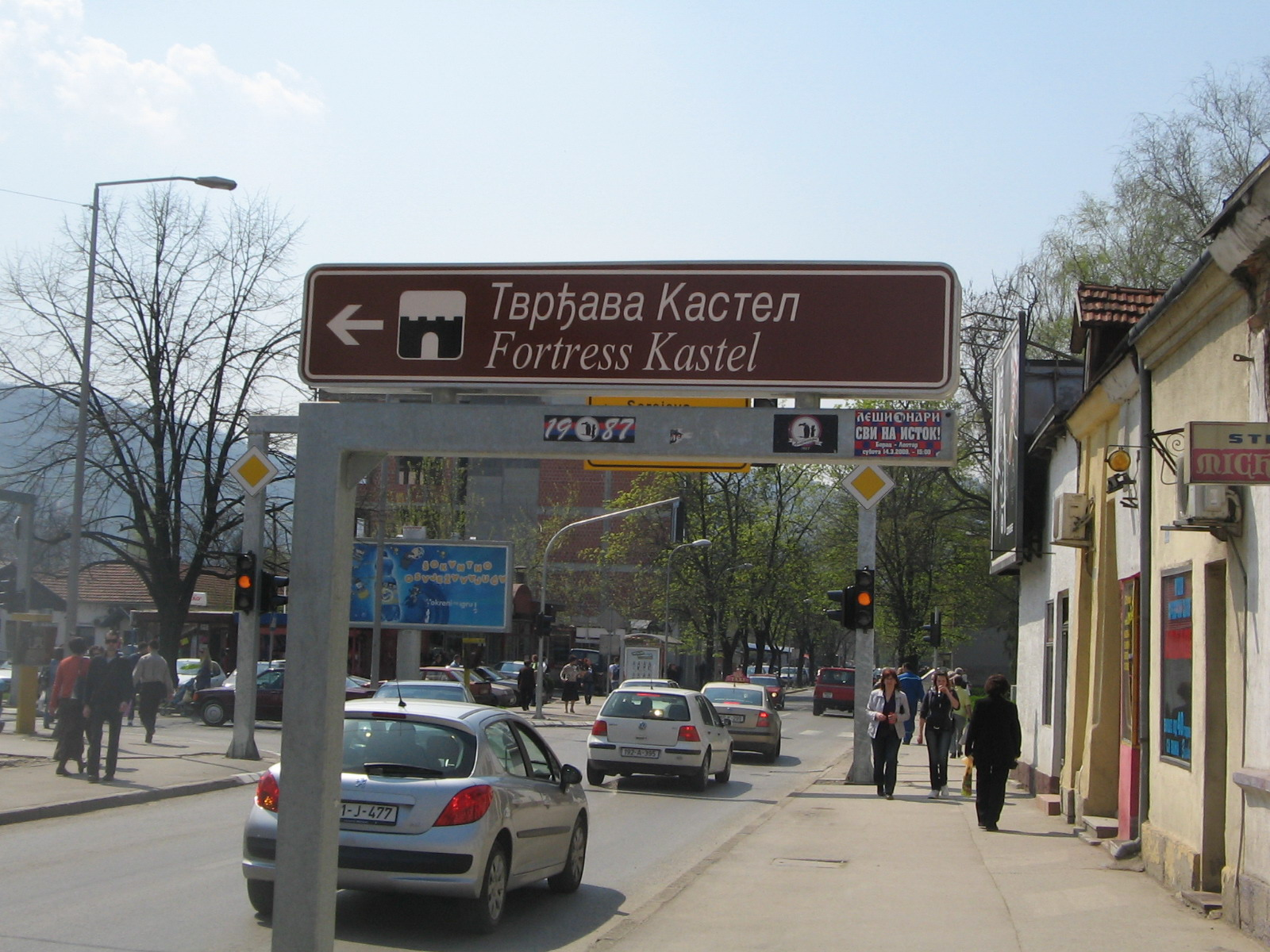
Indicator bilingv (în sârba şi engleză) pentru Kastel, în cartierul Centar (Centru)

Fortăreața Kastel (în sârbă: Тврђава Кастел, Tvrđava Kastel; transliterare:tvrgeava castel) este o fortăreață aflată în centrul orașului Banja Luka. Este situată pe malul stâng, între podul orașului și vărsarea râului Crkvena (Țrcvena) în râul Vrbas. Prima fortificație a fost construită de romani în secolul al II-lea. Într-o hartă din 1525, Kastel era numit CASTELL NOSTRO BAGNA LUCA. Suprafață complexului fortăreței este 48.000 m², iar suprafață spațiului din interiorul fortăreței este 26.610 m². 

## Galerie

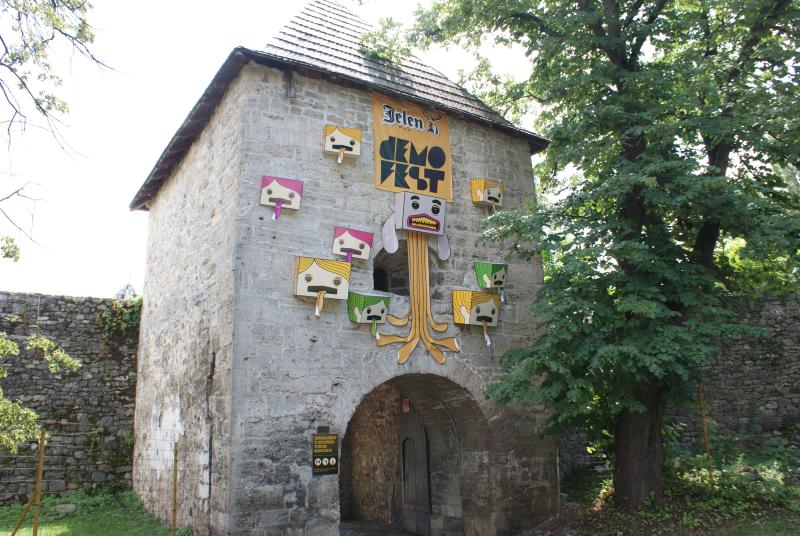
Intrarea în Kastel, 2012
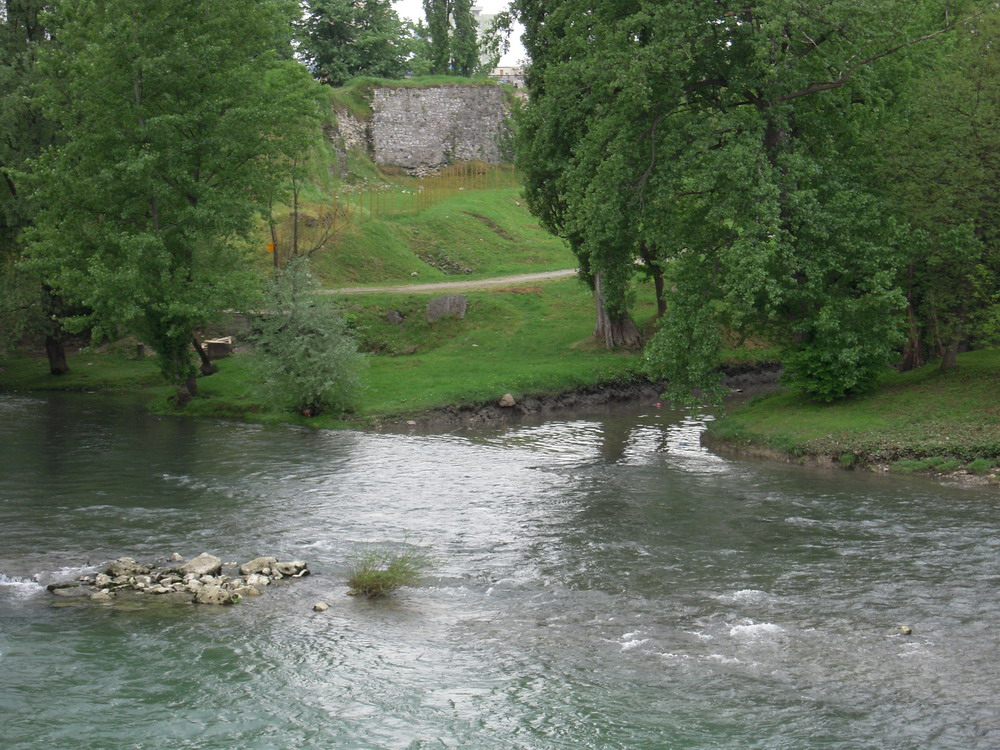
Vărsarea râului Crkvena în râul Vrbas
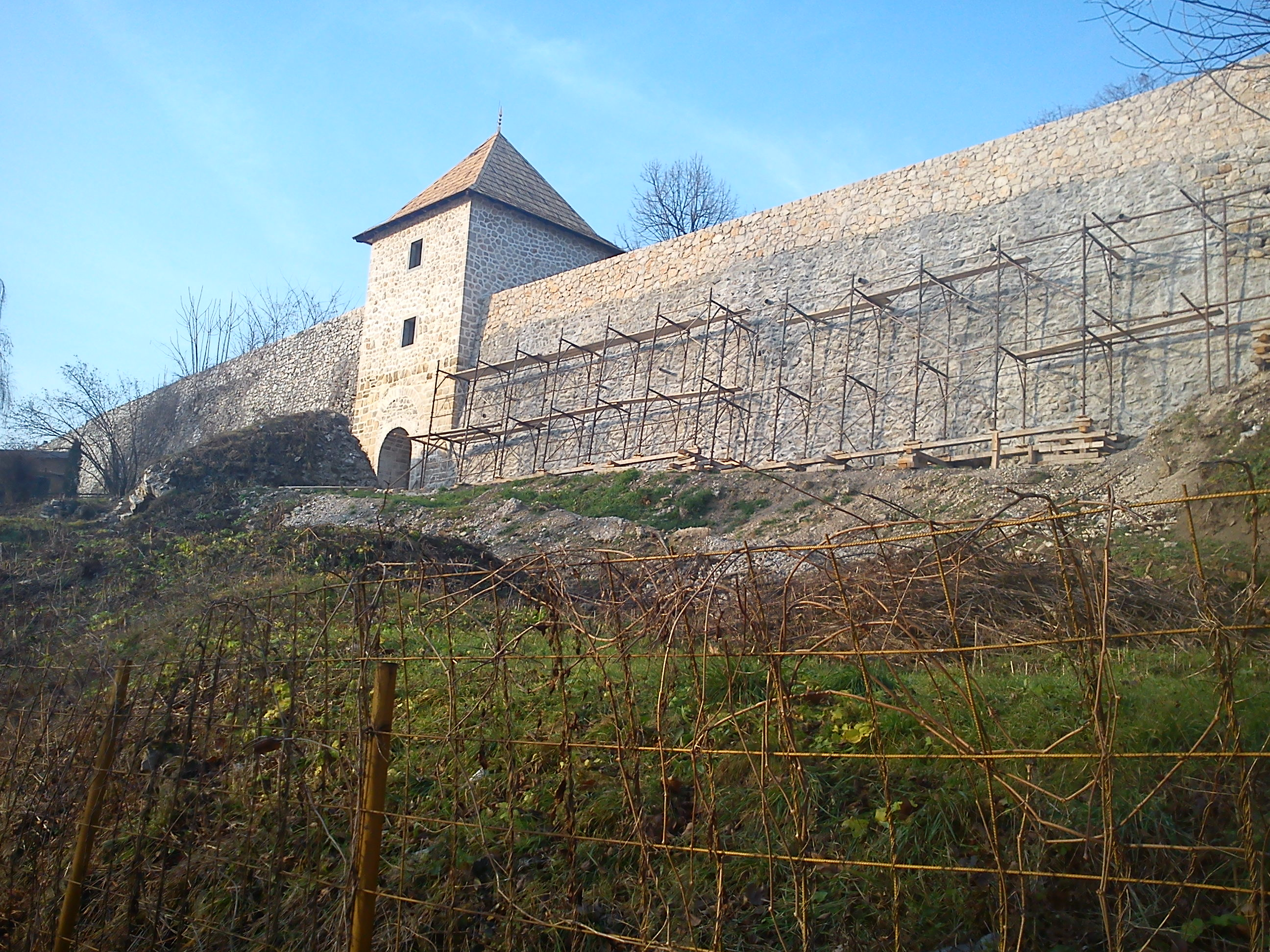
Reconstrucţia fortăreței
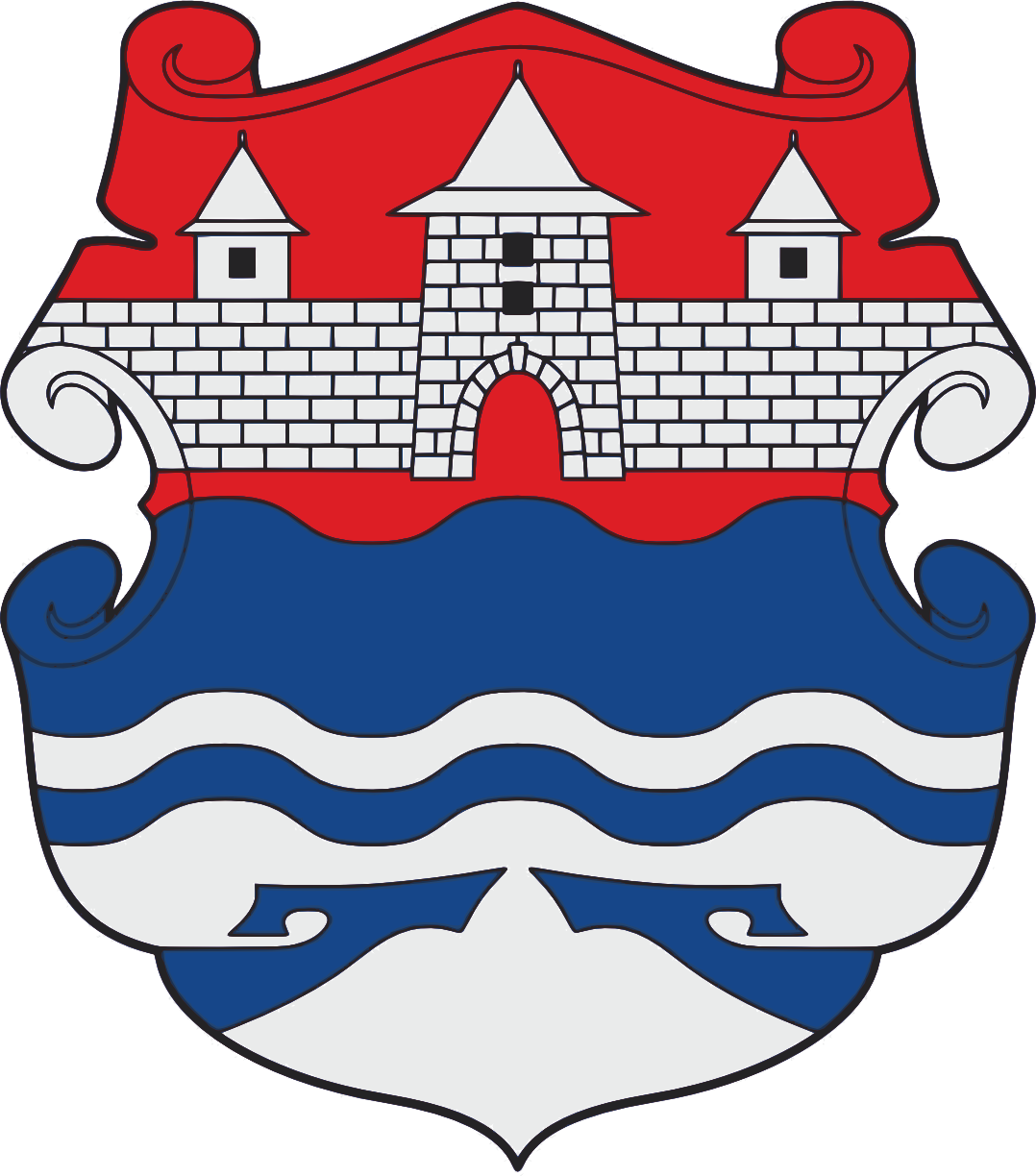
Kastel în stema oraşului Banja Luka